# 鎂膨潤石
鎂膨潤石（英語：Saponite）又稱皂石，是一種頁矽酸鹽礦物，也是黏土礦物的一種。該礦物於1840年首次被瑞典化學家Lars Fredrik Svanberg描述。由於表面油脂光澤加上如同肥皂的外觀，因此英文名稱來自拉丁文sap，意思為肥皂。

## 生成與產地
鎂膨潤石在1840年首次發現於英格蘭康瓦爾郡Landewednack的利澤德角。常出現在熱液礦脈、玄武岩氣孔、矽卡岩、角閃岩和蛇紋岩中，共生礦物包含綠鱗石、綠泥石、自然銅、綠簾石、正長石、白雲石、方解石和石英。
另外在西利西亞（今波蘭）的希隆斯克地區宗布科維采、瑞典達拉納省的Svärdsjö地區也有鎂膨潤石產出。歐洲最大的原生鑽石礦床羅蒙諾索夫（位於俄羅斯阿爾漢格爾斯克州普里莫爾斯基區）是鎂膨潤石尾礦密集堆積儲存的地區。